# Queensrÿche
Queensrÿche (вимовляється kwiːnzraɪk) — американський прогресивний метал-гурт. Заснований 1981 року в місті Беллв'ю, Вашингтон, що знаходиться недалеко від Сієтла. Гурт випустив десять студійних альбомів і один міні-альбом, і на 2011 рік продовжує концертну діяльність та роботу в студії.

## Історія

### 1980-1983: Від The Mob до Queensrÿche
Початок Queensrÿche було покладено на початку вісімдесятих, коли гітарист Майкл Вілтон і ударник Скотт Рокенфілд були членами групи Cross + Fire, що грала кавер-версії популярних пісень у жанрі важкого металу, з репертуару Iron Maiden і Judas Priest. Потім до складу Cross + Fire увійшли гітарист Кріс ДеГармо і басист Едді Джексон, після чого група змінила назву на The Mob. Для участі в місцевому рок-фестивалі в якості вокаліста був запрошений Джефф Тейт. У той час Джефф Тейт входив до складу групи Babylon. Після розпаду групи Babylon Джефф Тейт виступив кілька разів з The Mob, але потім пішов, оскільки не був зацікавлений у виконанні хеві-металу. 1981 року The Mob зібрали достатньо грошей і зробили демозапис. В якості вокаліста знову брав участь Джефф Тейт. Група записала чотири пісні - «Queen of the Reich», «Nightrider», «Blinded» і «The Lady Wore Black». Демозапис пропонувалася різними звукозаписним компаніям, але ніде прийнята не була. Джефф Тейт залишався на той момент в своїй групі Myth. За порадою свого нового менеджера The Mob поміняли назву на Queensrÿche (за назвою першої пісні демозаписи). Вони були першою групою, яка поставила попри правила орфографії умлаут над буквою Y (хоча не першим гуртом, який використав так званий метал-умлаут). Пізніше Джефф Тейт жартував, що «умлаут переслідував нас роками. У нас пішло 11 років, щоб пояснити, як він вимовляється». Широко поширений демозапис отримав захоплену рецензію журналу Kerrang !. 1983 року на хвилі яка виникла станом на них інтересу Queensrÿche випустили на лейблі 206 Records свою демозапис у вигляді міні-альбому з однойменною назвою. Натхненний успіхом міні-альбому, Джефф Тейт погодився піти з групи Myth і стати вокалістом Queensrÿche на постійній основі. У тому ж році група уклала контракт із звукозаписною компанією EMI, яка перевидала мініальбом, який завоював певний успіх і зайняв 81 місце в чартах журналу Billboard.

### 1984-1987: Альбоми Warning і Rage for Order
Після туру на підтримку мініальбому, Queensrÿche вирушають до Лондона для запису свого першого повнорозмірного альбому. Група працює з продюсером Джеймсом Гатрі, який працював раніше з Pink Floyd і Judas Priest. У вересні 1984 року гурт випустив альбом «The Warning», який містив більше елементів прогресив-метала, ніж дебютний реліз групи. Він досяг 61 місця в чарті альбомів журналу Billboard, тобто мав впевнений комерційний успіх. Хоча жодна з пісень з альбому «The Warning» не потрапила в чарти в США, за кордоном, особливо в Японії, пісня «Take Hold of the Flame» мала чималий успіх. Перший повнорозмірний концертний тур по США (на підтримку альбому) група провела в якості розігріву у групи Kiss в рамках їхнього туру Animalize. Альбом «Rage for Order», що вийшов в 1986 році, демонстрував істотно пригладженіший образ і такий же звук групи. У ньому були присутні клавішні інструменти, настільки ж виступаючі, як і гітари, а група прийняла образ, більш властивий групам напрямку глем-рок або глем-метал, ніж виконавцям хеві-металу. На пісню «Gonna Get Close to You», написану в 1984 році Лізою Далбелло, було знято відеокліп. Пісня під назвою «Rage for Order» була записана і призначалася для альбому, але туди не увійшла. Основний риф цієї пісні був перероблений в інструментальний фрагмент, який виконував на деяких концертах туру в підтримку цього альбому, а потім був перетворений в трек «Anarchy-X», який увійшов до альбому «Operation: Mindcrime».

### 1988-1996: Альбом Operation: Mindcrime і подальший успіх
У 1988 році Queensrÿche випустили розповідний концептуальний альбом «Operation: Mindcrime», який отримав визнання у критиків, а також закріпив комерційний успіх. Історія альбому розгортається навколо наркомана на ім'я Ніккі, якому промивають мізки, щоб воні виконував вбивства для підпільного руху.; Ніккі заподіюють страждання його недоречна відданість цього руху і любов до повії, що стала черницею (Мері, вокальна партія - Памела Мур). Альбом «Operation: Mindcrime» часто відзначається критиками та стоїть в ряду поруч з відомими концептуальними альбомами, такі як The Wall групи Pink Floyd і Tommy групи The Who. Більшу частину 1988 і 1989 років група провела в концертних турах з декількома іншими групами, в тому числі Guns N' Roses і Metallica. Вихід в 1990 році альбому «Empire» вивів групу на пік її комерційного успіху. Альбом зайняв місце номер 7 в чарті журналу Billboard і був проданий в США в кількості 3 мільйонів копій, що більше, ніж чотири попередні альбоми разом узяті (а також досяг срібного статусу у Великій Британії). Балада «Silent Lucidity», записана з оркестром, стала першою піснею групи, що потрапила в топ 10. Хоча група зберегла соціально-відповідальну тематику текстів (що стосується, наприклад, контролю над розповсюдженням зброї і охорони навколишнього середовища), аранжування пісень в альбомі «Empire» були прямолінійніші, ніж у всіх інших, що їх видав гурт раніше. Наступну тур «Building Empires» був першим, в якому група виступала як основна (до того група очолювала тільки тур по Японії в підтримку альбому «Operation: Mindcrime» і різні клубні і театральні шоу в США). Тур тривав 18 місяців, довше ніж будь-який з попередніх і наступних. Після перерви, викликаної особистими справами учасників колективу, в жовтні 1994 року група випустила альбом «Promised Land» (супутній CD-ROM з грою і іншими інтерактивними матеріалами за мотивами альбому вийшов в березні 1996 року). Це був похмурий і суто особистісний альбом, який відображає душевний стан учасників колективу на той момент часу. Хоча альбом відразу посів третє місце в чартах і отримав платиновий статус, він не повторив долю альбому «Empire». Як і у багатьох інших колективів, що грають хеві-метал і хардрок, комерційний успіх Queensrÿche пішов на спад, коли стала зростати популярність музики стилю грандж і альтернативного року.

### Глобальні зміни (1997-1998 роки)
У березні 1997 року Queensrÿche випустили шостий повнорозмірний студійний альбом «Hear in the Now Frontier», неоднозначно прийнятий критиками і шанувальниками. Альбом дебютував як номер 19, але швидко вилетів з чартів. Звук і стилістика альбому були істотно спрощені або навіть урізані порівняно з усім, що випускався групою раніше, при цьому можна було однозначно відзначити сильний вплив гранджу. Попри таку реакцію, композиції «Sign of the Times» і «You» досить часто з'являлися в радіоефірі. Крім розчаровуючих продажів альбому, групу переслідували невдачі під час наступного туру на підтримку альбому. Менш ніж через місяць після початку туру Джефф Тейт серйозно захворів і група була вперше змушена скасувати концерти. Ще більшим ударом стало банкрутство звукозаписної компанії групи, EMI America Records, що відбулося в той же час. Учасники Queensrÿche були змушені використовувати власні кошти для завершення туру, який тривав ще 2 місяці і закінчився в серпні. У грудні група відіграла також кілька концертів в Південній Америці в рамках зобов'язань за контрактом, після чого один її із засновників, Кріс ДеГармо, оголосив про свій відхід з колективу. Хоча причини звільнення Кріса ДеГармо ніде офіційно не публікувалися, учасники групи згадували втому і бажання реалізувати інтереси поза Queensrÿche. Після свого відходу Кріс ДеГармо записувався і вивступав з Джеррі Кантреллом, а також брав участь в короткоживучому проєкті Spys4Darwin, який випустив в 2001 році один мініальбом. Тепер[коли?] Кріс ДеГармо є пілотом комерційних авіаліній.

### 1998-2012: Після відходу ДеГармо
Кріса ДеГармо замінив гітарист і продюсер Келлі Грей. Знайомство Грея з Queensrÿche відбулося на початку вісімдесятих, коли він був гітаристом Myth, попередньої групи Джефа Тейта. Також, в якості продюсера Грей працював раніше з групами Dokken і Candlebox. Першим альбомом Queensrÿche, продюсованим Греєм, був «Q2K», що вийшов в 1999 році. Це був перший альбом, що вийшов за сприяння їхньої нової звукозаписної компанії Atlantic Records. У музичному плані альбом «Q2K» мав елементи прогресив-металу, властиві минулому групи, але характеризувався тим же урізаним звуком, що і «Hear in the Now Frontier». Грей не був прийнятий шанувальниками колективу, які відчували, що його така собі блюзова манера гри не підходить Queensrÿche. Зменшення популярности призвело до того, що гурт виступав більше в клубах, ніж на великих аренах і у відкритих амфітеатрах.

### з 2012: Відхід Тейта
У червні 2012 року Джефф Тейт покинув групу через творчі розбіжності. Його замінив Тодд Ла Торре, до цього виступав у складі Crimson Glory. 12 червня, Тейт і його дружина подали позов до суду проти своїх колишніх колег, стверджуючи, що його було незаконно звільнено з гурту. 13 липня 2012 суд постановив, що обидві сторони можуть використовувати назву Queensrÿche до квітня 2014 роки або до нового судового рішення або врегулювання сторонами шляхом переговорів. В результаті деякий час існувало два Queensrÿche - поточний склад з вокалістом ла Торре, і гурт Тейта. З 28 квітня 2014 року згідно з досягнутим в ході переговорів угодами Тейт втратив усі права на назву Queensrÿche, крім виконання альбомів «Operation: Mindcrime» і «Operation: Mindcrime II» у всій їхній повноті. Він більше не матиме прав на використання логотипу TriRyche або будь-яких інших зображень альбому, крім релізів двох згаданих альбомів дилогії Mindcrime і протягом двох наступних років може називати себе суто як «оригінальний соліст Queensrÿche». Після закінчення цього дворічного перехідного періоду він може представляти себе на публіці тільки як «Джефф Тейт» без згадки про Queensrÿche взагалі.

## Дискографія
- «Queensrÿche» — 1983
- «The Warning» — 1984
- «Rage For Order» — 1986
- «Operation: Mindcrime» — 1988
- «Empire» — 1990
- «Promised Land» — 1994
- «Hear In The Now Frontier» — 1997
- «Q2K» — 1999
- «Tribe» — 2003
- «Operation: Mindcrime II» — 2006
- «Take Cover» — 2007
- «American Soldier» — 2009
- «Dedicated To Chaos» — 2011
- «Queensrÿche» — 2013